# Euryproctus dakotaensis
Euryproctus dakotaensis là một loài tò vò trong họ Ichneumonidae.